# Broelemannia kervillei
Broelemannia kervillei är en mångfotingart som beskrevs av Carl Graf Attems 1926. Broelemannia kervillei ingår i släktet Broelemannia och familjen Schizopetalidae. Inga underarter finns listade i Catalogue of Life.